# Ciutat Universitària (barri de València)
|  | Aquest article tracta sobre el barri de València. Si cerqueu el complex educatiu de la Universitat de València, vegeu «Campus de Blasco Ibáñez». |

La Ciutat Universitària és un barri de la ciutat de València inclòs al districte del Pla del Real, a l'est de la ciutat.
Es troba al nord del districte, i limita al nord amb del barri i districte de Benimaclet, a l'est amb els barris de La Carrasca i de La Bega Baixa del districte d'Algirós, al sud amb els barris de Mestalla i de L'Exposició, i a l'oest amb el barri de Jaume Roig, estos tres del mateix districte del Pla del Real.
Els seus límits els marquen l'avinguda del Primat Reig al nord, els carrers del Palància i de Rubén Darío a l'est, l'avinguda de Blasco Ibáñez al sud, i el carrer de Jaume Roig, l'avinguda de Menéndez Pelayo i el carrer del Doctor Gómez Ferrer a l'oest.
La seua població el 2009 era de 2.726 habitants.

## Nom
Rep el nom de Ciutat Universitària per les nombroses instal·lacions que la Universitat de València té ací d'ençà que va iniciar la construcció del seu Campus de Blasco Ibáñez.

## Història
Els terrenys de l'actual barri eren horts regats per ramals de la històrica séquia de Mestalla que regava l'horta de l'est de la ciutat. Al nord comunicava amb el vell Camí de Trànsits que en l'actualitat és l'avinguda del Primat Reig, i al sud amb el "Passeig de València al Mar", actual avinguda de Blasco Ibáñez que tractava de comunicar el centre de la ciutat amb la mar i els poblats marítims.
La Universitat de València va instal·lar ací el seu primer campus fora de la ciutat vella, actualment conegut com el Campus de Blasco Ibáñez, i el primer edifici va ser el de la Facultat de Medicina, que va produir la construcció de l'Hospital Clínic Universitari.
A l'est del barri es troba l'inici de l'avinguda de Catalunya, accés nord a la ciutat de València des de l'autovia V-21 procedent del nord: Sagunt, Castelló, Terol o Barcelona. A aquest encrecuament de l'avinguda de Catalunya amb l'avinguda de Blasco Ibáñez es va instal·lar el 1957 el col·legi marianista del Pilar.
Finalment el límit est del barri (carrer de Rubén Darío) el marcaven les vies ferroviàries que partien des de l'antiga Estació d'Aragó direcció nord.

## Elements importants
La Facultat de Medicina i Odontologia i l'edifici del Rectorat de la Universitat de València són junt a l'Hospital Clínic Universitari els principals elements.
Altres facultats al barri són la Facultat de Psicologia, la Facultat de Fisioteràpia, la Facultat d'Infermeria i Podologia, la Facultat de Ciències de l'Activitat Física i l'Esport i el Servei d'Educació Física i Esports. El "col·legi major Lluís Vives" es troba també al mateix campus.
Junt a les facultats es troba la zona d'ús residencial coneguda com a "zona Woody" per l'antiga discoteca Woody que estava ubicada a l'avinguda de Menéndez Pelayo. Tota aquesta àrea ha estat tradicional lloc nocturn de festa universitària, però la seua catalogació com a "Zona Acústicament Saturada" (ZAS) ha fet que minve l'oferta de bars i pubs juvenils. A l'avinguda de Catalunya es troba l'Hotel Renasa i el col·legi del Pilar.

## Transports
L'estació de Facultats-Manuel Broseta de la línia 3 de MetroValencia dona servei a la zona universitària i a l'Hospital Clínic Universitari.